# Osiek (gemeente in powiat Staszowski)
De gemeente Osiek is een stad- en landgemeente in het Poolse woiwodschap Święty Krzyż, in powiat Staszowski.
De zetel van de gemeente is in Osiek.
Op 30 juni 2004 telde de gemeente 7934 inwoners.

## Oppervlakte gegevens
In 2002 bedroeg de totale oppervlakte van gemeente Osiek 129,33 km², waarvan:
- agrarisch gebied: 62%
- bossen: 26%

De gemeente beslaat 13,98% van de totale oppervlakte van de powiat.

## Demografie
Stand op 30 juni 2004:
| Omschrijving                   | Totaal | Totaal | Vrouwen | Vrouwen | Mannen | Mannen |
| ------------------------------ | ------ | ------ | ------- | ------- | ------ | ------ |
| eenheid                        | aantal | %      | aantal  | %       | aantal | %      |
| inwoners                       | 7934   | 100    | 3894    | 49,1    | 4040   | 50,9   |
| bevolkingsdichtheid (inw./km²) | 61,3   | 61,3   | 30,1    | 30,1    | 31,2   | 31,2   |

In 2002 bedroeg het gemiddelde inkomen per inwoner 1655,74 zł.

## Administratieve plaatsen (sołectwo)
Bukowa, Długołęka, Kąty, Lipnik, Matiaszów, Mucharzew, Niekrasów, Niekurza, Ossala, Pliskowola, Strużki, Suchowola, Sworoń, Szwagrów, Trzcianka-Kolonia, Trzcianka, Tursko Wielkie, Mikołajów.

## Aangrenzende gemeenten
Baranów Sandomierski, Gawłuszowice, Łoniów, Padew Narodowa, Połaniec, Rytwiany, Staszów